# Amphelasma cavum
Amphelasma cavum es un coleóptero de la familia Chrysomelidae. Fue descrita en 1835 por Say.
Mide 5.5 mm. Se encuentra desde el sur de Arizona a México.